# 27 Pułk Armat Polowych (austro-węgierski)
Pułk Armat Polowych Nr 27 (FKR. 27) – pułk artylerii polowej cesarskiej i królewskiej Armii.

## Historia pułku
1 stycznia 1892 roku 34. Dywizjon w Hradcu Králové (niem. Königgrätz) został wyłączony ze składu 9 Czeskiego Pułku Artylerii Korpuśnej, usamodzielniony i podporządkowany bezpośrednio komendantowi 9 Brygady Artylerii. Na stanowisko komendanta dywizjonu został wyznaczony major Edmund Meduna von Riedburg.
1 stycznia 1894 roku dywizjon został przeformowany w 27. Pułk Artylerii Dywizyjnej (niem. 27. Divisions-Artillerie-Regiment).
6 kwietnia 1908 roku oddział został przemianowany na Pułk Armat Polowych Nr 27.
W 1914 roku pułk stacjonował w Hradec Králové na terytorium 9 Korpusu.
Pułk pod względem taktycznym był podporządkowany komendantowi 10 Dywizji Piechoty, a pod względem wyszkolenia komendantowi 9 Brygady Artylerii Polowej.
W 1916 roku oddział został przemianowany na Pułk Armat Polowych Nr 29. Równocześnie dotychczasowy Pułk Armat Polowych Nr 29 został przemianowany na Pułk Armat Polowych Nr 2, a numer „27” otrzymał dotychczasowy Pułk Armat Polowych Nr 16.
W 1918 roku oddział otrzymał nazwę Pułk Artylerii Polowej Nr 29.

## Komendanci pułku
- ppłk Adolf Sklenka (1894[2] – 1895)
- ppłk Bruno Kletler (1895 – )
- płk Konstanz Dobler von Friedburg (1908[3] – 1911 → komendant 12 Brygady Artylerii Polowej[13])
- ppłk / płk August Blaha (1911[13] – 1914[4])